# Komnenen
Die Komnenen (mittelgriechisch Κομνηνός Komnenόs, Plural Κομνηνοί Komnenoi, weibliche Form Komnena) waren eine Adelsdynastie im Byzantinischen Reich. Sie stellten 1057 bis 1059 und dann von 1081 bis 1185 die byzantinischen Kaiser, sowie von 1204 bis 1461 die Herrscher im Kaiserreich Trapezunt mit dem Titel Großkomnene (Μέγας Κομνηνός).
Die Komnenen waren eine Offiziersfamilie, die, aus dem Dorf Komne stammend (Lokalisierung umstritten: eventuell in Thrakien), in Paphlagonien (in Kleinasien) ansässig geworden waren und seit der Zeit Kaiser Basileios II. Großgrundbesitzer gewesen sind. Ihre Herrschaft ging mit dem fortschreitenden Verfall von Wirtschaft und Verwaltung bei gleichzeitiger kultureller Blüte und einem Aufschwung des Sozialwesens und der praktischen Medizin einher. Die Bewertung der Komnenenherrschaft ist in der Forschung daher ambivalent.

## Byzantinische Kaiser aus der Familie Komnenos
- Isaak I. Komnenos (1057–1059)
- Alexios I. Komnenos (1081–1118)
- Johannes II. Komnenos (1118–1143)
- Manuel I. Komnenos (1143–1180)
- Alexios II. Komnenos (1180–1183)
- Andronikos I. Komnenos (1183–1185)

## Kaiser von Trapezunt aus der Familie Komnenos
- Alexios I. Komnenos (1204–1222)
- Andronikos I. (1222–1235)
- Johannes I. Komnenos (1235–1238)
- Manuel I. Komnenos (1238–1263)
- Andronikos II. Komnenos (1263–1266)
- Georg Komnenos (1266–1280)
- Johannes II. Komnenos (1280–1284)
- Theodora Komnene (1284–1285)
- Johannes II. Komnenos (1285–1297) (erneut)
- Alexios II. Komnenos (1297–1330)
- Andronikos III. Komnenos (1330–1332)
- Manuel II. Komnenos (1332)
- Basileios Komnenos (1332–1340)
- Anna Anachutlu Komnene (1341)
- Michael Komnenos (1341)
- Anna Anachutlu Komnene (1341–1342) (erneut)
- Johannes III. Komnenos (1342–1344)
- Michael Komnenos (1344–1349) (erneut)
- Alexios III. Komnenos (1349–1390)
- Manuel III. Komnenos (1390–1417)
- Alexios IV. Komnenos (1417–1429)
- Johannes IV. Komnenos (1429–1458)
- David Komnenos (1458–1462)

## Kaiser von Zypern aus der Familie Komnenos
- Isaak Komnenos von Zypern (ca. 1183–1192)

## Familienbeziehungen

### Isaak I. bis Johannes II.
1. Manuel Erotikos Komnenos, byzantinischer General, Urvater der Komnenen-Dynastie
  1. Isaak I. Komnenos, Kaiser von Byzanz 1057–1059 ⚭ Katerina von Bulgarien, Tochter des Zaren Iwan Wladislaw
  2. Johannes Komnenos († 1067)
    1. Isaak Komnenos (ca. 1047–1104), Sebastokrator
    2. Alexios I. Komnenos (1048–1118), Kaiser von Byzanz 1081–1118 ⚭ 1077/8 Irene Dukaina, Tochter des Andronikos Dukas
      1. Anna Komnena (1083–nach 1148) ⚭ 1118 Nikephoros Bryennios († 1137)
      2. Johannes II. Komnenos (1087–1143), Kaiser von Byzanz 1118–1143 ⚭ 1104 Prisca/Irene († 1133), Tochter des Königs Ladislaus von Ungarn (Nachkommen siehe unten)
      3. Andronikos Komnenos (1091–1130/1), Sebastokrator
      4. Theodora Komnene ⚭ Konstantin Angelos
      5. Isaak Komnenos (Nachkommen siehe unten)

### Johannes II. bis Alexios II.
1. Johannes II. Komnenos (1087–1143), Kaiser von Byzanz 1118–1143
  1. Alexios Komnenos Porphyrogennetos (1106–1142), Mitkaiser 1122–1142
  2. Andronikos Komnenos († 1142), Sebastokrator
    1. Johannes Dukas Komnenos († 1176)
      1. Maria Komnene (* 1154, † vor 1217) ⚭ 1) Amalrich I. König von Jerusalem († 1174) ⚭ 2) 1177 Balian von Ibelin († 1193) Herr von Nablus
      2. Irene Komnena ⚭ Bohemund III. (um 1142–1201) Fürst von Antiochia

    2. Theodora Komnena († 1184) ⚭ 1148/9 Heinrich II. Jasomirgott Herzog von Österreich (um 1112–1177)
    3. Alexios Komnenos, Regent 1180/2
      1. Eudokia Komnene (* um 1162) ⚭ 1174, geschieden 1187, Wilhelm VIII., Herr von Montpellier († 1202) (Haus Montpellier)

  3. Isaak Komnenos, Sebastokrator
    1. Tochter (Eirene?)
      1. Isaak Komnenos, Kaiser von Zypern 1184–1191

    2. Theodora Komnena (* 1144) ⚭ 1) Balduin III. (1129/30–1162), König von Jerusalem, ⚭ 2) 1167 Andronikos I. Komnenos (1110–1185), Kaiser von Byzanz 1183–1185

  4. Manuel I. Komnenos (1122–1180), Kaiser von Byzanz 1143–1180 ⚭ 1) 1146 Bertha von Sulzbach († 1160), Tochter des Grafen Berengar I., ⚭ 2) 1161 Maria von Antiochia (1145–1182), Tochter des Fürsten Raimund
    1. Maria Komnene († 1183) ⚭ 1) 1164, geschieden 1168, Béla III., König von Ungarn, ⚭ 2) 1179 Rainer († 1183) Markgraf von Montferrat
    2. Alexios II. Komnenos (1167–1183), Kaiser von Byzanz 1180–1183 ⚭ 1180 Agnes von Frankreich (Anna) (1171–nach 1240), Tochter des Königs Ludwig VII.

### Andronikos I. bis Johannes II. von Trapezunt
1. Isaak Komnenos (siehe oben)
  1. Andronikos I. Komnenos (1110–1185), Kaiser von Byzanz 1183–1185, ⚭ 1) NN, ⚭ 2) Philippa von Antiochia, Tochter des Fürsten Raimund, 3) 1167 Theodora Komnena (* 1144), Tochter des Johannes (Isaak) Komnenos (Ehe wegen verbotenem Verwandtschaftsgrad nicht anerkannt, ⚭ 4) 1183 Agnes von Frankreich (1171–nach 1240), Tochter des Königs Ludwig VII., Witwe von Alexios II. Komnenos
    1. Manuel Komnenos (1145–um 1186)
      1. Alexios I. Komnenos (1182–1222), Kaiser von Trapezunt 1204–1222
        1. Johannes I. Komnenos, Kaiser von Trapezunt 1235–1238
        2. Manuel I. Komnenos, Kaiser von Trapezunt († 1263) 1238–1263
          1. Andronikos II. Komnenos († 1266) Kaiser von Trapezunt 1263–1266
          2. Georg Komnenos († nach 1284) Kaiser von Trapezunt 1266–1280
          3. Johannes II. Komnenos († 1297) Kaiser von Trapezunt 1280–1297, ⚭ 1282 Eudokia Palaiologa († 1302), Tochter des Kaisers Michael VIII. von Byzanz (Nachkommen siehe unten)
          4. Theodora Komnene, Kaiserin von Trapezunt 1285

        3. Tochter ⚭ Andronikos I. Kaiser von Trapezunt 1222–1235

      2. David Komnenos, († ca. 1214)

    2. Irene Komnene ⚭ Isaak II. Angelos (um 1155–1204), Kaiser von Byzanz

### Alexios II. bis David
1. Johannes II. Komnenos († 1297) Kaiser von Trapezunt 1280–1297 (siehe oben)
  1. Alexios II. Komnenos (1283–1330), Kaiser von Trapezunt 1297–1330
    1. Andronikos III. Komnenos, Kaiser von Trapezunt 1330–1332
      1. Manuel II. Komnenos (* 1324), Kaiser von Trapezunt 1332

    2. Basileios Komnenos (1315–1340), Kaiser von Trapezunt 1332–1340 ⚭ 1) geschieden 1339, Irene, Tochter des Kaisers Andronikos III. von Byzanz, ⚭ 2) 1339 Irene
      1. Alexios III. Komnenos (1339–1390) Kaiser von Trapezunt 1349–1390, ⚭ 1352 Theodora Kantakuzena
        1. Manuel III. Komnenos (1364–1417) Kaiser von Trapezunt 1390–1417
          1. Alexios IV. Komnenos (1382–1429) Kaiser von Trapezunt 1417–1429 ⚭ 1396 Theodora Kantakuzena († 1426)
            1. Johannes IV. Komnenos († 1458), Kaiser von Trapezunt 1429–1458
            2. David Komnenos († 1466), Kaiser von Trapezunt 1458–1461
            3. Maria Komnene († 1439) ⚭ 1427 Johannes VIII. (1391–1448), Kaiser von Byzanz

    3. Anna Anachutlu Komnene, Kaiserin von Trapezunt 1341–1342

  2. Michael Komnenos (1284–1349), Kaiser von Trapezunt 1344–1349
    1. Johannes III. Komnenos (1319–1361), Kaiser von Trapezunt 1342–1344

## Weitere Personen
- Isaak Komnenos (Sohn Alexios’ I.), byzantinischer Prinz, Sohn von Kaiser Alexios I.
- Maria Komnene (Montferrat) (1152–1182), Tochter von Kaiser Manuel I.
- Thamar Angelina Komnene († 1311), Fürstin von Tarent